# Vriesea extensa
Vriesea extensa är en gräsväxtart som beskrevs av Lyman Bradford Smith. Vriesea extensa ingår i släktet Vriesea och familjen Bromeliaceae. Inga underarter finns listade i Catalogue of Life.